# Adhémar Esmein
Pour les articles homonymes, voir Esmein.
Adhémar Esmein, né Jean Paul Hippolyte Emmanuel Esmein, né à Touvérac le 1er février 1848 et mort à Neuilly-sur-Seine le 20 juillet 1913, est un juriste français, spécialiste du droit constitutionnel et historien du droit. 
Il est considéré comme le fondateur du courant de pensée du droit constitutionnel classique et comme un des plus importants constitutionnalistes de la Troisième République.

## Biographie

### Jeunesse et études
Adhémar Esmein est agrégé de droit en 1875. Il obtient son doctorat en droit en 1878.

### Parcours professionnel
De 1876 à 1879, Esmein est professeur de droit pénal à l'université de Douai. 
En 1881, il est nommé professeur de l'histoire du droit, de droit canonique et de droit constitutionnel, ainsi que professeur à l'École libre des sciences politiques. Il y enseigne l'histoire législative et parlementaire à partir de 1901. Il est également enseignant à l'École pratique des hautes études.
Il est le fondateur de la Nouvelle revue historique du droit français et étranger. Membre du Conseil supérieur de l'Instruction publique, il est élu membre de l'Académie des sciences morales et politiques en 1904.
Il est le père du médecin et peintre Maurice Esmein.

## Principales publications
- Histoire de la procédure criminelle en France et spécialement de la procédure inquisitoire depuis le XIIIe siècle jusqu'à nos jours (1882). Réédition : Topos Verlag AG, Vaduz, 1978.
- Études sur les contrats dans le très ancien droit français (1883)
- Mélanges d'histoire du droit et de critique. Droit romain (1886)
- Études sur l'histoire du droit canonique privé. Le Mariage en droit canonique (2 volumes, 1891)
- Cours élémentaire d'histoire du droit français à l'usage des étudiants de première année (1892) Texte en ligne
- Histoire du droit français de 1189 à 1814 (3 volumes, 1892-1908)
- Le Serment des accusés en droit canonique (1896)
- Éléments de droit constitutionnel (1896)
- Éléments de droit constitutionnel français et comparé (1899). Réédition : Éditions Panthéon-Assas, Paris, 2001.
- « La jurisprudence et la doctrine », dans Revue trimestrielle de droit civil (1902) Texte en ligne
- Trois documents sur le mariage par vente (1910) Texte en ligne
- La Vieille Charente, chansons et croquis saintongeais, contes populaires de la Charente (1910)
- Précis élémentaire de l'histoire du droit français de 1789 à 1814. Révolution, Consulat et Empire (1911)